# Jonathan Calleri
Jonathan Calleri (* 23. September 1993 in Buenos Aires) ist ein argentinischer Fußballspieler. Er steht bei Deportivo Maldonado unter Vertrag und ist an den FC São Paulo ausgeliehen.

## Karriere

### Verein
Der als Stürmer eingesetzte 1,79 Meter große Calleri wurde in Buenos Aires geboren. Er begann seine Karriere bei den All Boys und Boca Juniors. 2016 wechselte er zu Deportivo Maldonado, wurde aber bereits am Tag darauf an den FC São Paulo ausgeliehen. Für die Saison 2016/17 folgte eine Leihe an West Ham United. Am 21. August 2016 debütierte er gegen AFC Bournemouth in der Premier League. Insgesamt absolvierte er in jener Spielzeit 16 Erstligapartien und schoss ein Tor.
Mitte Juli 2017 wurde er von Deportivo Maldonado an UD Las Palmas ausgeliehen. Im Anschluss wurde er für ein Jahr an Deportivo Alavés ausgeliehen. Es folgten weitere Leihen an Espanyol Barcelona und CA Osasuna. Im August 2021 wurde er bis Ende 2022 an seinen ehemaligen Verein, den FC São Paulo, ausgeliehen.

### Nationalmannschaft
Calleri stand in der Olympiaauswahl Argentiniens bei den Olympischen Sommerspielen 2016.

## Erfolge
Boca Juniors
- Argentinischer Meister: 2015

São Paulo
- Copa do Brasil: 2023
- Supercopa do Brasil: 2024